# Кобаківська сільська рада
| Кобаківська сільська рада — колишній орган місцевого самоврядування у Косівському районі Івано-Франківської області з адміністративним центром у с. Кобаки. Водоймища на території, підпорядкованій даній раді: р. Черемош. Сільській раді були підпорядковані населені пункти: - с. Кобаки |

## Склад ради
Рада складалася з 17 депутатів та голови.

### Керівний склад ради
| ПІБ                            | Основні відомості                                                    | Дата обрання | Дата звільнення |
| ------------------------------ | -------------------------------------------------------------------- | ------------ | --------------- |
| Чепига Володимир Володимирович | Сільський голова, 1961 року народження, освіта, член народної партії | 26.03.2006   | 31.10.2010      |
| Кисилиця Олександр Федорович   | Сільський голова, 1962 року народження, освіта, безпартійний         | 31.10.2010   | 27.12.2013      |

Примітка: таблиця складена за даними джерела